# Żabia Wola (gemeente)
De gemeente Żabia Wola is een landgemeente in het Poolse woiwodschap Mazovië, in powiat Grodziski (Mazovië).
De zetel van de gemeente is in Żabia Wola.
Op 30 juni 2004 telde de gemeente 6168 inwoners.

## Oppervlakte gegevens
In 2002 bedroeg de totale oppervlakte van gemeente Żabia Wola 105,61 km², waarvan:
- agrarisch gebied: 70%
- bossen: 22%

De gemeente beslaat 28,79% van de totale oppervlakte van de powiat.

## Demografie
Stand op 30 juni 2004:
| Omschrijving                   | Totaal | Totaal | Vrouwen | Vrouwen | Mannen | Mannen |
| ------------------------------ | ------ | ------ | ------- | ------- | ------ | ------ |
| eenheid                        | aantal | %      | aantal  | %       | aantal | %      |
| inwoners                       | 6168   | 100    | 3107    | 50,4    | 3061   | 49,6   |
| bevolkingsdichtheid (inw./km²) | 58,4   | 58,4   | 29,4    | 29,4    | 29     | 29     |

In 2002 bedroeg het gemiddelde inkomen per inwoner 1581,16 zł.

## Administratieve plaatsen (sołectwo)
Bartoszówka, Bieniewiec, Bolesławek, Bukówka, Ciepłe, Grzegorzewice, Grzymek, Huta Żabiowolska, Jastrzębnik, Kaleń, Kaleń-Towarzystwo, Lasek, Musuły, Oddział, Ojrzanów, Ojrzanów-Towarzystwo, Osowiec (sołectwa: Osowiec en Osowiec-Parcela), Petrykozy, Pieńki Słubickie, Pieńki Zarębskie, Piotrkowice, Siestrzeń, Skuły, Słubica A, Słubica B, Słubica-Wieś, Władysławów, Wycinki Osowskie, Zaręby, Żabia Wola, Żelechów.

## Overige plaatsen
Ciepłe Pierwsze, Grzmiąca, Józefina, Lisówek, Przeszkoda, Redlanka, Rumianka, Słubica Dobra, Stara Bukówka, Zalesie.

## Aangrenzende gemeenten
Grodzisk Mazowiecki, Mszczonów, Pniewy, Radziejowice, Tarczyn